# 大果毛柃
大果毛柃（学名：Eurya megatrichocarpa）为山茶科柃木属下的一个种。